# Frank Pierson
Frank Romer Pierson (n. 12 mai 1925, New York, SUA – d. 22 iulie 2012, Los Angeles, California, SUA) a fost un scenarist și regizor de film american.

## Filmografie

### Ca regizor
- 1962 Have Gun – Will Travel (serial TV)
- 1963 Route 66 (serial TV)
- 1970 The Looking Glass War
- 1971 The Neon Ceiling
- 1971 Nichols (serial TV)
- 1973 The Bold Ones: The New Doctors (serial TV)
- 1976 S-a născut o stea (A Star Is Born)
- 1978 King of the Gypsies
- 1985 Alfred Hitchcock prezintă... (serial TV)
- 1990 Somebody Has to Shoot the Picture
- 1992 Citizen Cohn
- 1994 Lakota Woman: Siege at Wounded Knee
- 1995 Truman
- 2000 Dirty Pictures
- 2001 Conspirația
- 2003 Soldier's Girl
- 2004 Paradise

### Scenarist
- 1962 Have Gun – Will Travel (serial TV)
- 1962-1963 Naked City
- 1963 Route 66
- 1965 Cat Ballou, regia Elliot Silverstein
- 1967 The Happening
- 1967 Luke mână rece (Cool Hand Luke), regia Stuart Rosenberg
- 1969 The Looking Glass War
- 1970 The 42nd Annual Academy Awards
- 1971 The Anderson Tapes
- 1971-1972 Nichols
- 1973 The Bold Ones: The New Doctors
- 1973 Amanda Fallon
- 1975 După-amiază de câine (Dog Day Afternoon), regia Sidney Lumet
- 1976 S-a născut o stea (A Star Is Born)
- 1978 King of the Gypsies
- 1980 Haywire
- 1989 In Country
- 1990 Presumed Innocent
- 2010 The Good Wife
- 2012 Mad Men (serial TV)